# Luis Salom

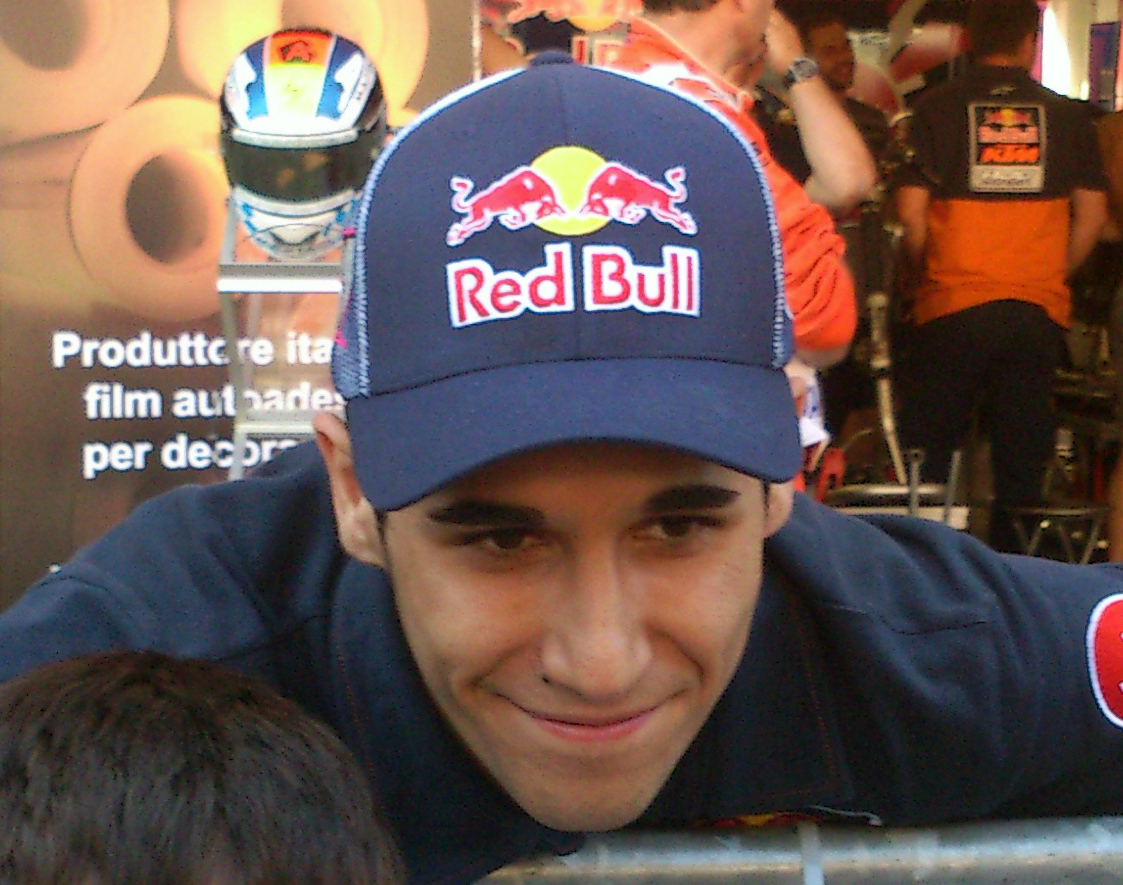
Luis Salom 2013.

Luis Salom, född 7 augusti 1991 i Palma de Mallorca, död 3 juni 2016 i Barcelona, var en spansk roadracingförare som mellan 2014 och 2016 tävlade i Moto2-klassen.

## Racingkarriär
Salom debuterade i VM-sammanhang i 125-klassen i Spaniens Grand Prix 2009 och fortsatte i den klassen till 2011 då den upphörde. Bästa resultat blev två andraplatser 2011. Totalt blev han  åtta i VM det året. I den nya Moto3-klassen körde Salom för teamet RW Racing GP på en motorcykel av märket Kalex KTM under Roadracing-VM 2012. Han vann sin första Grand Prix-seger den 19 augusti 2012 i Indianapolis Grand Prix. Salom blev tvåa i VM efter Sandro Cortese. Säsongen 2013 körde Salom för Red Bull KTM Ajo på en KTM. Året började bra och Salom ledde VM efter halva säsongen. Inför säsongens sista deltävling ledde Salom två poäng före Maverick Viñales och fem före Álex Rins. Han vurpade dock under andra halvan av loppet och slutade som trea i VM. Roadracing-VM 2014 gick Salom upp i Moto2 där han körde för Pons Racing på Kalex med Maverick Viñales som stallkamrat. Även om Salom hamnade i skuggan av VM-trean Viñales efter en ojämn säsong blev han näst bästa rookie på åttondeplats i VM och med två pallplatser. Salom fortsatte hos Pons Racing Roadracing-VM 2015 men resultaten försämrades och han blev 13:e i VM. Till 2016 bytte Salom team till Stop and Go Racing Team. Under fredagens fria träningen inför Kataloniens GP 2016 kraschade Salom i en kurva. Salom skadades svårt och togs till Hospital General de Catalunya där han senare under dagen avled till följd av skadorna.

## Framskjutna placeringar

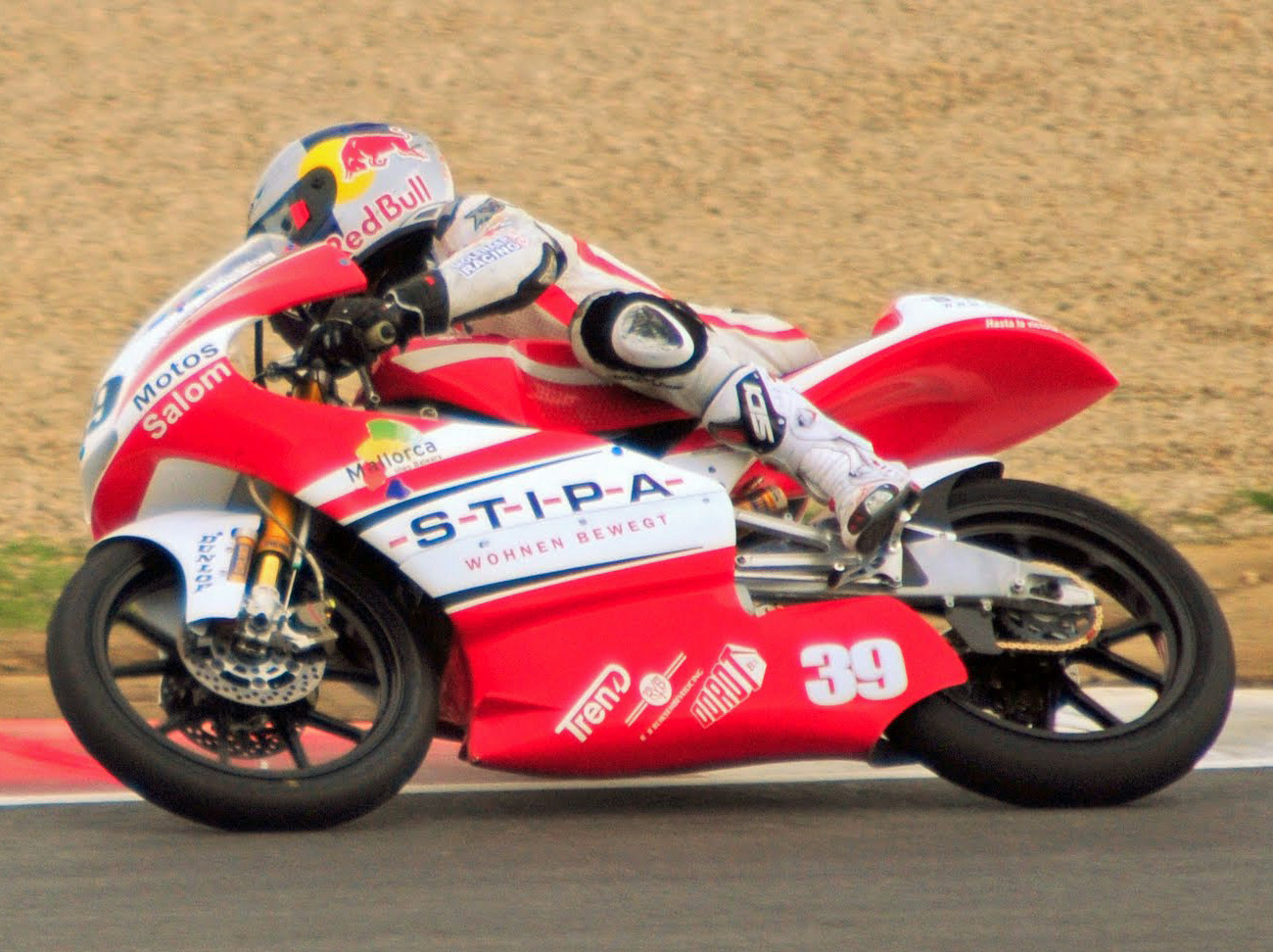
Luis Salom på Silverstonebanan 2010.

| Nr | Grand Prix | År   |
| -- | ---------- | ---- |
| 1  | Italien    | 2014 |
| 2  | Qatar      | 2016 |

| Nr | Grand Prix | År   |
| -- | ---------- | ---- |
| 1  | Argentina  | 2014 |

| Nr | Grand Prix     | År   |
| -- | -------------- | ---- |
| 1  | Indianapolis   | 2012 |
| 2  | Aragonien      | 2012 |
| 3  | Qatar          | 2013 |
| 4  | Italien        | 2013 |
| 5  | Katalonien     | 2013 |
| 6  | TT Assen       | 2013 |
| 7  | Tjeckien       | 2013 |
| 8  | Storbritannien | 2013 |
| 9  | Malaysia       | 2013 |

| Nr | Grand Prix     | År   |
| -- | -------------- | ---- |
|    | 125GP          |      |
| 1  | TT Assen       | 2011 |
| 2  | Australien     | 2011 |
|    | Moto3          |      |
| 3  | Spanien        | 2012 |
| 4  | Storbritannien | 2012 |
| 5  | Tjeckien       | 2012 |
| 6  | San Marino     | 2012 |
| 7  | Spanien        | 2013 |
| 8  | Tyskland       | 2013 |

| Nr | Grand Prix  | År   |
| -- | ----------- | ---- |
|    | Moto3       |      |
| 1  | Portugal    | 2012 |
| 2  | Tyskland    | 2012 |
| 3  | Amerikas GP | 2013 |
| 4  | Frankrike   | 2013 |
| 5  | Australien  | 2013 |